# Tomás Coelho
Tomás Coelho és un barri de la Zona Nord del municipi de Rio de Janeiro. És un barri residencial u suburbà que no ofereix gaire opcions de cultura i esports amb platges, parcs, centres comercials, museus i teatres als habitants, malgrat el potencial en funció de la bona situació i de diverses fàbriques actualment abandonades. Té una estació de tren i una de metro. El seu IDHM,
 l'any 2000, era de 0,802, el 91è millor del municipi de Rio, entre 126 barris avaluats.

## Història

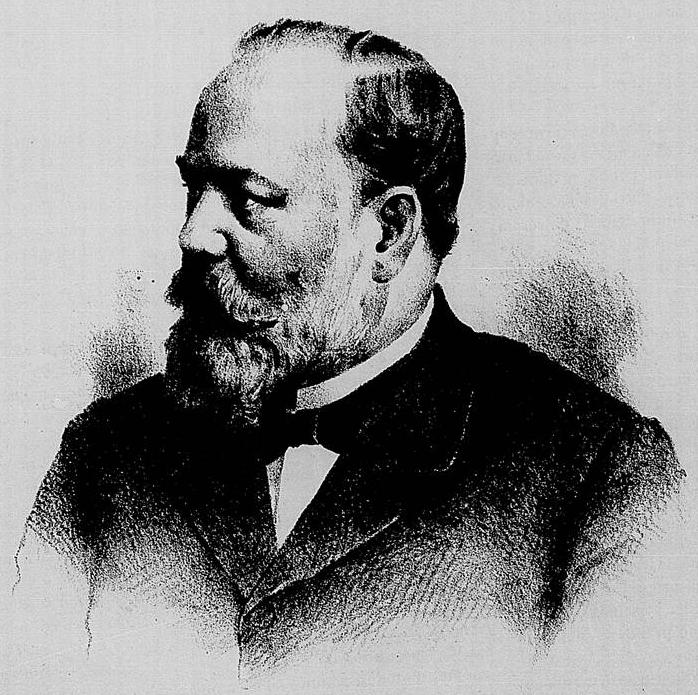
Conseller Tomás Coelho, fundador del Col·legi Militar, director del Banc de la República, membre del ministeri que va decretar la abolició de l'esclavitud. Mort el 19 de setembre de 1895.

La regió pertanyia a l'antic Engenho do Mato, junt a l'Engenho da Reina. S'hi trobaven les carreteres Vella i Nova da Pavuna (actuals Ademar Bebiano i Av. João Ribeiro), que travessaven la gola entre el morro do Juramento i la serra de la Misericórdia, cap a Irajá. Aquest passatge va ser aprofitat per construir la línia de tren Rio d'Ouro, l'any 1876, i hi va ser instal·lada l'estació Engenho do Mato.
La línia Rio d'Ouro es va tancar la dècada de 1970, però el barri va continuar servit pels trens de l'antiga línia Melhoramentos de Brasil (actual Línia Auxiliar), amb l'estació Tomás Coelho. El nom és un homenatge al Conseller Tomás Coelho, ministre de la Guerra en el 2n regnat de Pere II del Brasil, que va instal·lar el Col·legi Militar a Tijuca, el 1889.